# Parnassia lutea
Parnassia lutea là một loài thực vật có hoa trong họ Dây gối. Loài này được Batalin mô tả khoa học đầu tiên năm 1895.